# Palomas, Guanajuato
Palomas är en ort i Mexiko.   Den ligger i kommunen Xichú och delstaten Guanajuato, i den centrala delen av landet, 230 km norr om huvudstaden Mexico City. Palomas ligger 1 260 meter över havet och antalet invånare är 277.
Terrängen runt Palomas är bergig åt nordväst, men åt sydost är den kuperad. Runt Palomas är det glesbefolkat, med 13 invånare per kvadratkilometer. Närmaste större samhälle är San Diego de las Pitahayas, 16,0 km sydväst om Palomas. I omgivningarna runt Palomas växer huvudsakligen savannskog.